# Bơ Vologda

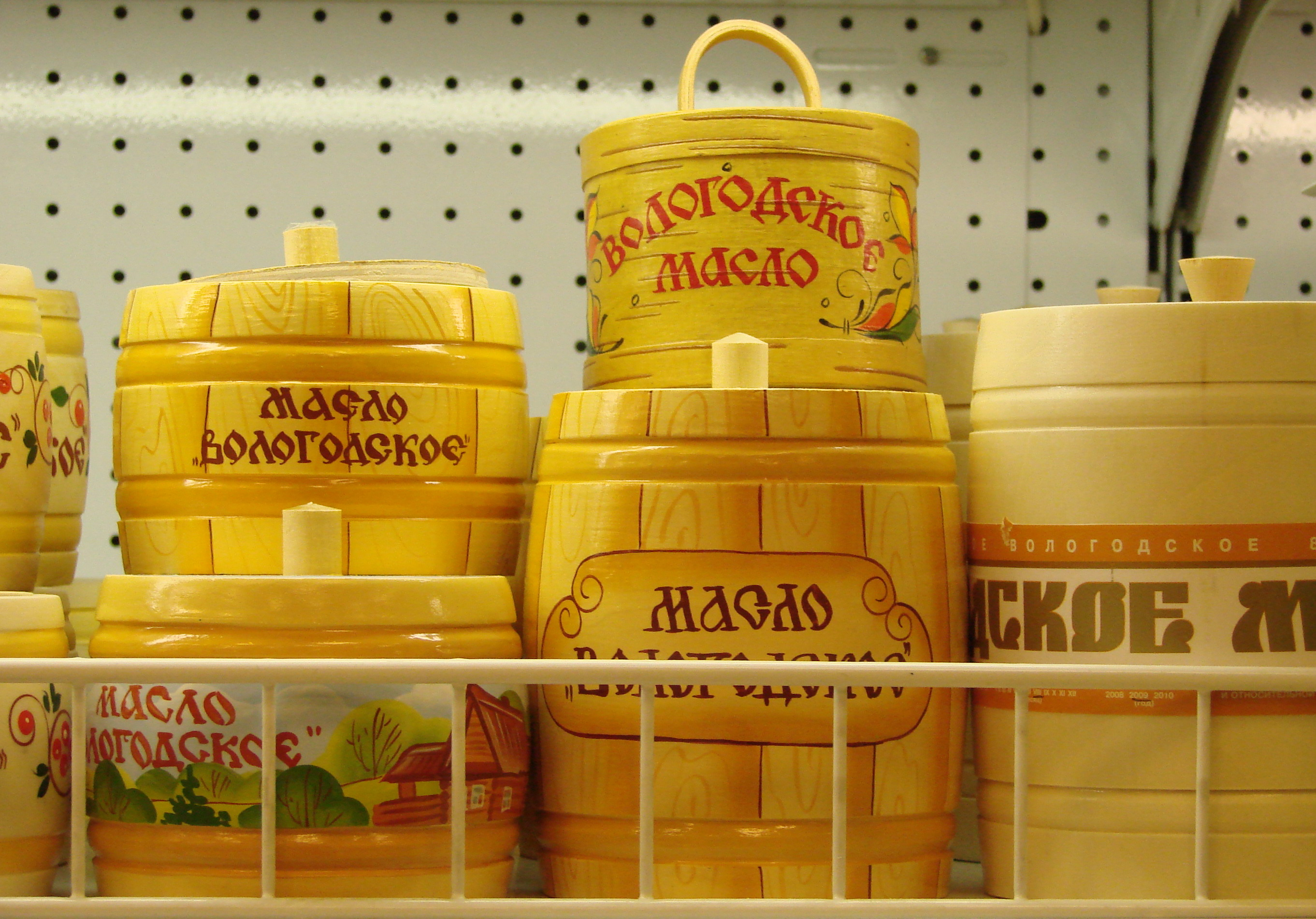
Bơ Vologda

Bơ Vologda hay Vologodskoye Maslo (tiếng Nga: Волого́дское ма́сло), trước đây được biết đến với tên gọi Bơ Paris, là một loại bơ được làm tại vùng Vologda của Nga, được biết đến rộng rãi bởi hương vị ngọt ngào, mịn màng và hấp dẫn của nó. Nó có hương vị như vậy là từ quy trình sản xuất của nó, bao gồm một bộ nhiệt độ và hàm lượng chất béo chính xác; cũng như do thảm thực vật và giống bò được tìm thấy ở Vologda.

## Lịch sử
Quá trình được sử dụng để tạo ra bơ Vologda được phát minh bởi Nikolai Vasilievich Vereshchagin, anh trai của một họa sĩ trong chiến tranh, Vasily Vereshchagin. Ông đã được truyền cảm hứng khi nếm thử món "bơ Norman" từ vùng Normandy của Pháp, tại Triển lãm Quốc tế năm 1867.
Sau vài năm sản xuất bơ, Vereshchagin đã đưa sản phẩm của mình đến Hội chợ Thế giới Paris lần thứ ba diễn ra năm 1878, nơi nó đã giành được huy chương vàng. Sau đó, ông dán nhãn bơ của mình là "bơ Paris", và nó được biết đến như một món ngon ở cả Nga và châu Âu.
Một nhà máy sản xuất bơ đã được xây dựng vào năm 1916. Năm 1917, trong cuộc Cách mạng Nga, nhà máy đã được tiếp quản bởi nhà nước, và việc sản xuất trở nên giảm dần. Sau đó, xuất khẩu của nó đã bị cấm. Năm 1939, chính quyền đã đổi tên nó thành bơ Vologda. Năm 1991, sau khi Liên Xô tan rã, các nhà máy tư nhân ở Vologda bắt đầu sản xuất lại bơ Vologda để xuất khẩu.
Năm 2010, sau nhiều năm tràn lan hàng giả trên thị trường, chính phủ Nga tuyên bố rằng chỉ có bơ được tạo ra ở vùng Vologda mới được phép dán nhãn là bơ Vologda, tạo ra loại chỉ định xuất xứ được bảo hộ đầu tiên của Nga.